# Cornas
Cornas település Franciaországban, Ardèche megyében. Lakosainak száma 2397 fő (2022. január 1.). Cornas Châteaubourg, Saint-Péray, Saint-Romain-de-Lerps, Bourg-lès-Valence és La Roche-de-Glun községekkel határos.

## Népesség
A település népességének változása:
| Lakosok száma | 717  | 1563 | 2102 | 2254 | 2234 | 2213 | 2237 | 2311 | 2328 | 2397 |
|               | 1968 | 1982 | 1990 | 2006 | 2013 | 2015 | 2017 | 2019 | 2020 | 2022 |